# Measure of America
Il progetto Measure of America (noto anche come American Human Development Project) è una iniziativa indipendente, no profit del Social Science Research Council che simula su dati oggettivi la situazione dell'indice di sviluppo umano negli USA. Il progetto introduce l'approccio dello sviluppo umano agli Stati Uniti utilizzando un indice di sviluppo umano modificato.

## American Human Development Report
L'American Human Development Report è un report biennale sul benessere negli Stati del USA basato sul progetto Measure of America. Segue il concetto dello sviluppo umano, che si riferisce al processo di espansione di benessere degli individui per sviluppare le proprie potenzialità, incrementando le opportunità nell'ambito della salute, educazione e guadagno. Similare alla pubblicazione delle Nazioni Unite, Rapporto sullo sviluppo umano, annualità del Programma delle Nazioni Unite per lo sviluppo, e del National Human Development Report (NHDR), l'American Human Development Report serve come strumento patrocinante per il dibattito e l'azione di cambiamento.

### Measure of America, 2008-2009
Measure of America: American Human Development Report, 2008-2009 fu scritto da Sarah Burd-Sharps, Kristen Lewis, e Eduardo Borges Martins, e include prefazione di Amartya Sen e William H. Draper III. Il testo fu il primo esempio di report sullo sviluppo umano di una nazione sviluppata. Introduce l'American HD Index disaggregato per Stato, distretti, gruppi etnici e genere, con lista di parametri specifici. I fondi furono reperiti da Conrad N. Hilton Foundation, Oxfam America, Social Science Research Council, Fondazione Rockefeller, e Annenberg Foundation. Fu pubblicato da Social Science Research Council e Columbia University Press.

### Measure of America, 2010-2011
Measure of America, 2010-2011: Mapping Risks and Resilience fu scritto da Sarah Burd-Sharps e Kristen Lewis, e include una prefazione di Jeffrey Sachs. Il report 2010-2011 tratta di 50 Stati e 435 congressional district; rivela forti disparità tra sanità, educazione, e standard di vita in diversi gruppi etnici; e fa luce sulle disparità nelle dieci più grandi aree metropolitane degli USA. Il report fu finanziato da Conrad N. Hilton Foundation e The Lincy Foundation, e pubblicato da Social Science Research Council e New York University Press.

### Measure of America, 2013-2014
Measure of America, 2013-2014 fu scritto da Sarah Burd-Sharps e Kristen Lewis. La terza pubblicazione riporta dati dal 2000. Gli Stati esaminati sono 50 e 25 le aree metropolitane esaminate, e gruppi etnici specifici. Il finanziamento dell'opera è della Conrad N. Hilton Foundation.

#### Classifica

Mappa dell'Indice di Sviluppo Umano degli USA, 2013-2014.

Media USA: 5.03
| Posizione                    | Posizione                                            | Stato U.S./distretto federale | ISU                          | ISU                                    |
| Valori 2013/2014 per il 2010 | Cambiamento rispetto al 2013/2014 valori per il 2000 | Stato U.S./distretto federale | Valori 2013/2014 per il 2010 | Cambiamento 2013/2014 rispetto al 2000 |
| ---------------------------- | ---------------------------------------------------- | ----------------------------- | ---------------------------- | -------------------------------------- |
| 1                            | Stabile                                              | Connecticut                   | 6.17                         | 0.27                                   |
| 2                            | Stabile                                              | Massachusetts                 | 6.16                         | 0.40                                   |
| 3                            | Stabile                                              | New Jersey                    | 6.12                         | 0.46                                   |
| 4                            | (20)                                                 | Distretto di Columbia         | 6.08                         | 1.32                                   |
| 5                            | Stabile                                              | Maryland                      | 5.94                         | 0.48                                   |
| 6                            | (2)                                                  | New Hampshire                 | 5.73                         | 0.26                                   |
| 7                            | (1)                                                  | Minnesota                     | 5.69                         | 0.26                                   |
| 8                            | (1)                                                  | New York                      | 5.66                         | 0.38                                   |
| 9                            | (1)                                                  | Colorado                      | 5.53                         | 0.23                                   |
| 10                           | (3)                                                  | Hawaii                        | 5.53                         | 0.21                                   |
| 11                           | (2)                                                  | Virginia                      | 5.47                         | 0.46                                   |
| 12                           | (1)                                                  | California                    | 5.40                         | 0.31                                   |
| 13                           | (3)                                                  | Washington                    | 5.40                         | 0.16                                   |
| 14                           | (2)                                                  | Rhode Island                  | 5.38                         | 0.34                                   |
| 15                           | (1)                                                  | Vermont                       | 5.31                         | 0.31                                   |
| 16                           | (1)                                                  | Illinois                      | 5.31                         | 0.33                                   |
| 17                           | (1)                                                  | Delaware                      | 5.22                         | 0.26                                   |
| 18                           | (1)                                                  | Wisconsin                     | 5.16                         | 0.21                                   |
| 19                           | (2)                                                  | Nebraska                      | 5.11                         | 0.33                                   |
| 20                           | (2)                                                  | Pennsylvania                  | 5.07                         | 0.30                                   |
| 21                           | (3)                                                  | Alaska                        | 5.06                         | 0.11                                   |
| 22                           | (1)                                                  | Iowa                          | 5.03                         | 0.26                                   |
| 23                           | (3)                                                  | Utah                          | 5.03                         | 0.32                                   |
| 24                           | (4)                                                  | Kansas                        | 4.96                         | 0.18                                   |
| 25                           | (2)                                                  | Maine                         | 4.93                         | 0.24                                   |
| 26                           | (5)                                                  | Dakota del Nord               | 4.90                         | 0.44                                   |
| 27                           | (3)                                                  | Arizona                       | 4.89                         | 0.30                                   |
| 28                           | (3)                                                  | Oregon                        | 4.86                         | 0.14                                   |
| 29                           | (6)                                                  | Wyoming                       | 4.83                         | 0.42                                   |
| 30                           | (1)                                                  | Florida                       | 4.82                         | 0.19                                   |
| 31                           | (6)                                                  | Dakota del Sud                | 4.79                         | 0.40                                   |
| 32                           | (13)                                                 | Michigan                      | 4.76                         | 0.12                                   |
| 33                           | (5)                                                  | Ohio                          | 4.71                         | 0.03                                   |
| 34                           | (2)                                                  | Texas                         | 4.65                         | 0.26                                   |
| 35                           | (1)                                                  | Nevada                        | 4.63                         | 0.22                                   |
| 36                           | (3)                                                  | Georgia                       | 4.62                         | 0.17                                   |
| 37                           | (2)                                                  | Missouri                      | 4.60                         | 0.23                                   |
| 38                           | (3)                                                  | Carolina del Nord             | 4.57                         | 0.32                                   |
| 39                           | (7)                                                  | Indiana                       | 4.56                         | 0.11                                   |
| 40                           | (2)                                                  | Montana                       | 4.54                         | 0.39                                   |
| 41                           | (1)                                                  | Nuovo Messico                 | 4.52                         | 0.21                                   |
| 42                           | (4)                                                  | Idaho                         | 4.50                         | 0.12                                   |
| 43                           | Stabile                                              | Carolina del Sud              | 4.35                         | 0.30                                   |
| 44                           | Stabile                                              | Tennessee                     | 4.22                         | 0.22                                   |
| 45                           | Stabile                                              | Oklahoma                      | 4.14                         | 0.17                                   |
| 46                           | (2)                                                  | Louisiana                     | 4.12                         | 0.28                                   |
| 47                           | (1)                                                  | Alabama                       | 4.04                         | 0.10                                   |
| 48                           | (1)                                                  | Kentucky                      | 4.02                         | 0.13                                   |
| 49                           | (1)                                                  | Virginia Occidentale          | 3.95                         | 0.32                                   |
| 50                           | (1)                                                  | Arkansas                      | 3.91                         | 0.20                                   |
| 51                           | Stabile                                              | Mississippi                   | 3.81                         | 0.27                                   |